# Hieracium pringlei
Hieracium pringlei ist eine Pflanzenart aus der Gattung der Habichtskräuter (Hieracium) innerhalb der Familie der Korbblütler (Asteraceae). Sie kommt im südlichen Nordamerika sowie in Zentralamerika vor.

## Beschreibung

### Vegetative Merkmale
Hieracium pringlei ist eine ausdauernde krautige Pflanze, die Wuchshöhen von 20 bis 45 Zentimetern, gelegentlich auch mehr erreicht. Die Stängel sind meistens mit feinen und rauen bis wolligen 0,5 bis 0,8 Zentimeter langen Haaren besetzt, gelegentlich aber auch fast kahl und haben eine rau und sternförmig behaarte Basis.
An der Stängelbasis befinden sich zwei bis acht oder mehr grundständige Laubblätter, während sich am Stängel keine oder bis zu drei oder mehr Laubblätter befinden. Die Blattspreite ist bei einer Länge von 3,5 bis 20 Zentimetern sowie einer Breite von 1 bis 4 Zentimetern elliptisch über spatelförmig, verkehrt-lanzettlich und lanzettlich bis lanzettlich-linealisch mit mehr oder weniger keilförmiger Spreitenbasis und stumpfer bis spitzer Spreitenspitze. Die Spreitenränder sind meist ganzrandig, selten aber auch gezahnt. Sowohl die Blattunterseite als auch die Blattoberseite ist bei den oberen Blättern mit feinen und rauen bis wolligen 0,1 bis 0,3 Zentimeter langen Haaren besetzt, bei den unteren Blättern ist sie meist mehr oder weniger kahl.

### Generative Merkmale
Die Blütezeit umfasst die Monate Juli und August. Der schirmrispige Gesamtblütenstand enthält meist 3 bis 20 oder mehr körbchenförmige Teilblütenstände. Der Blütenstandsschaft ist mit sternförmigen sowie drüsigen und gestielten Haaren besetzt. Das bei einer Größe von 0,7 bis 0,9 Zentimetern glockenförmige Involucrum enthält 12 bis 15, gelegentlich auch mehr an der Unterseite drüsig oder sternförmig behaarte Hüllblätter mit abgerundeten oder spitzen Spitzen. Die Blütenkörbchen enthalten 12 bis 15 oder auch mehr Zungenblüten. Die gelben Zungenblüten sind 0,7 bis 0,9 Zentimeter lang.
Die Achänen sind bei einer Länge von 0,22 bis 0,4 Zentimetern säulenförmig. Der Pappus besteht aus 40 bis 80 weißen oder strohfarbenen Borstenhaaren, welche 0,4 bis 0,5 Zentimeter lang sind.

### Chromosomenzahl
Die Chromosomenzahl beträgt 2n = 18.

## Vorkommen
Das natürliche Verbreitungsgebiet von Hieracium pringlei liegt im südlichen Nordamerika sowie in Zentralamerika. Es streckt sich dabei von Arizona und New Mexico im Norden über Mexiko bis nach Guatemala im Süden.
Hieracium pringlei gedeiht in Höhenlagen von 2000 bis 3000 Metern in reinen Kiefern- und Eichenwäldern sowie in Eichen-Kiefern-Mischwäldern.

## Taxonomie
Die Erstbeschreibung als Hieracium pringlei erfolgte 1884 durch Asa Gray in Proceedings of the American Academy of Arts and Sciences, Band 19, Seite 69.